# Stamag Stadlauer Malzfabrik

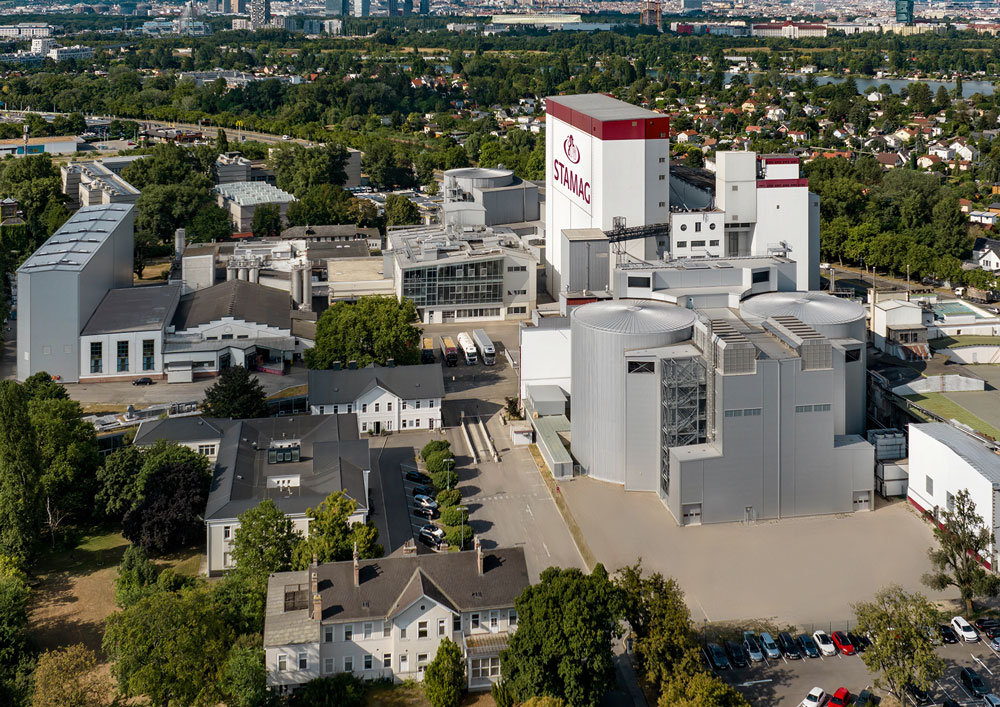
STAMAG Firmenansicht 2025

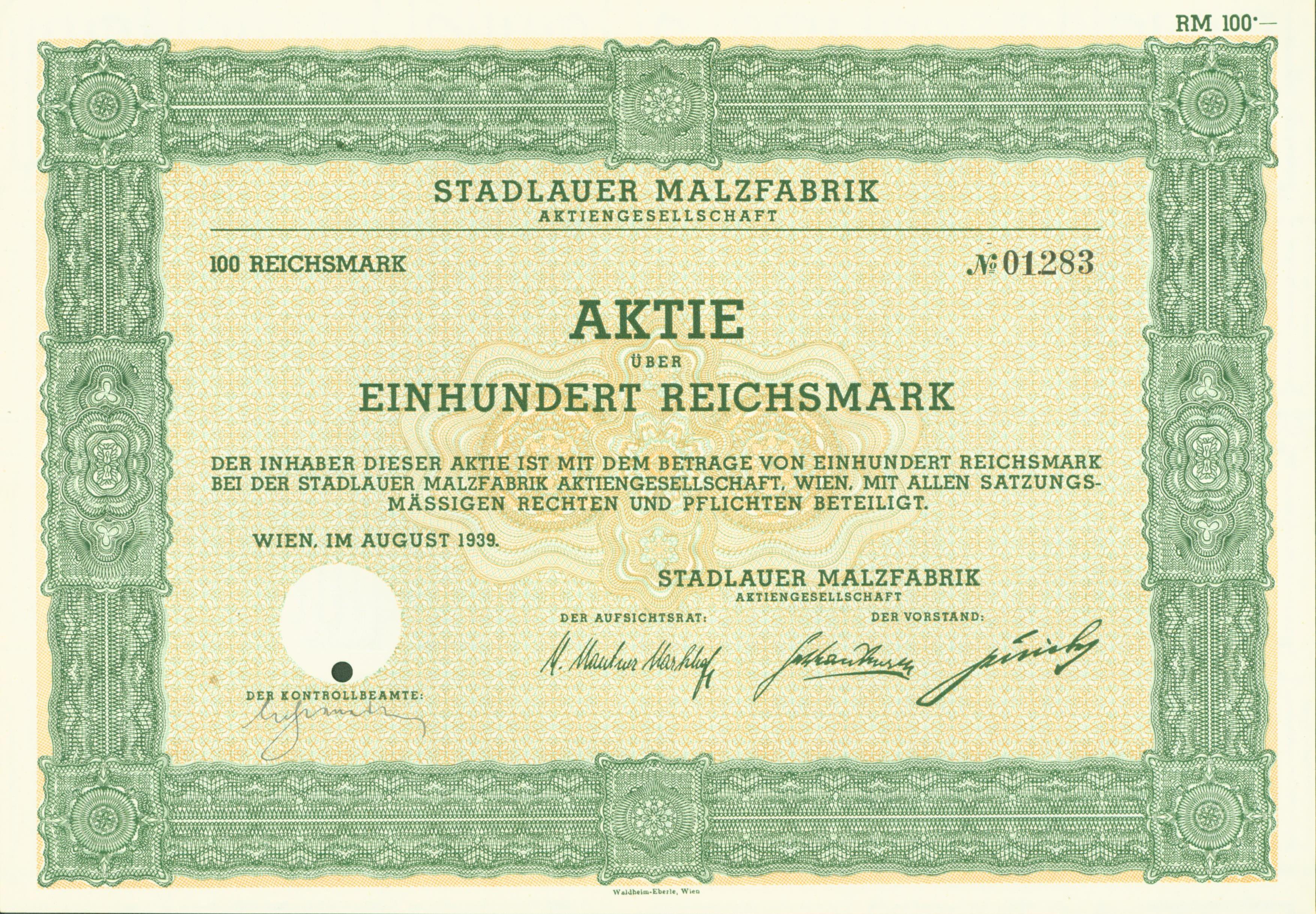
Aktie über 100 RM der Stadlauer Malzfabrik AG vom August 1939

Die STAMAG Stadlauer Malzfabrik GesmbH ist ein österreichischer Nahrungsmittelhersteller mit Sitz in Wien-Stadlau und befindet sich im Besitz der deutschen Ireks-Gruppe.
Als größte österreichische Handelsmälzerei werden von der STAMAG Stadlauer Malzfabrik GesmbH jährlich ca. 175.000 t Malz produziert.
Das Unternehmen ist zudem im Geschäftsbereich Backzutaten für Bäcker und Konditoren tätig und beliefert den österreichischen Markt mit den verschiedenen Backgrundstoffen.

## Geschichte
Die STAMAG wurde 1884 als Erste Wiener Exportmalzfabrik von Jakob Hauser und Moritz Sobotka gegründet. Nach kurzer Zeit galt die Braumalzerzeugung als eine der größten Europas.
1901 erfand das Wiener Unternehmen das erste flüssige diastatische Backmittel, genannt „Diamalt“, für das Bäckerhandwerk. Dieser Malzextrakt wurde weltweit für die Weißbrotherstellung verwendet und legte somit den Grundstein für den Einstieg ins Backzutatengeschäft. Das Sortiment wurde ständig erweitert, es folgten Produktentwicklungen wie z. B. ein Quellmehl (1909) und ein Teigsäuerungsmittel (1930).
Im März 1938 wendeten sich die nach dem Anschluss Österreichs bedrängten Besitzer der Stamag an die Familie Mautner Markhof mit der Bitte, sie mögen ihre Unternehmensanteile erwerben und damit vor einer möglichen Arisierung durch die Nationalsozialisten bewahren. Die Familie, selbst vom Regime zunächst noch unbehelligt, handelt sofort. Bereits 17 Tage nach dem Anschluss geht die Mehrheit des Unternehmens an Mautner Markhof über. Von 1938 bis 1973 war die nunmehr in eine Aktiengesellschaft umgewandelte STAMAG im Besitz der Familie unter der Leitung von Gerhard Mautner Markhof sowie seines Sohnes Heinrich.
Zu Beginn der 1970er Jahre war das Unternehmen im Bereich Malz Marktführer in Österreich, im Bereich der Backhilfs- und Konditoreimittel kam man auf einen Marktanteil von 50 %. Der jährliche Reingewinn betrug zu dieser Zeit an die zwei Millionen Schilling. Die STAMAG gehört seit 1973 zur Ireks-Gruppe, einem Unternehmen der Nahrungsmittelbranche mit Hauptsitz in Kulmbach, Deutschland. Der Verkauf des Unternehmens sorgte für schwere und lang anhaltende Konflikte innerhalb der Familie Mautner Markhof. Die Beteiligungsgesellschaft IREKS-STAMAG KFT. in Komárom/Ungarn wurde im Jahr 1989 gegründet. 1998 erwarb die STAMAG die Mälzerei Graz Steinfeld von der Österreichischen Brauunion. Diese war ehemals Teil der Brauerei der Brüder Reininghaus.
Aktuelle Produkte sind Malze und Malzextrakte zum Backen und Brauen, Backmittel für Weizenkleingebäck und Brot, Premixe für Brot, Kleingebäck und Feinbackwaren, Dessert- und Dekorprodukte, Füllen und Auflagen, Fettglasurmassen und Kuvertüren, Gelier-, Pudding- und Cremeprodukte.

## Standorte
Neben dem Hauptsitz des Unternehmens in Wien-Stadlau, Smolagasse 1, befindet sich ein weiterer Standort in Graz, Reininghausstraße 15.

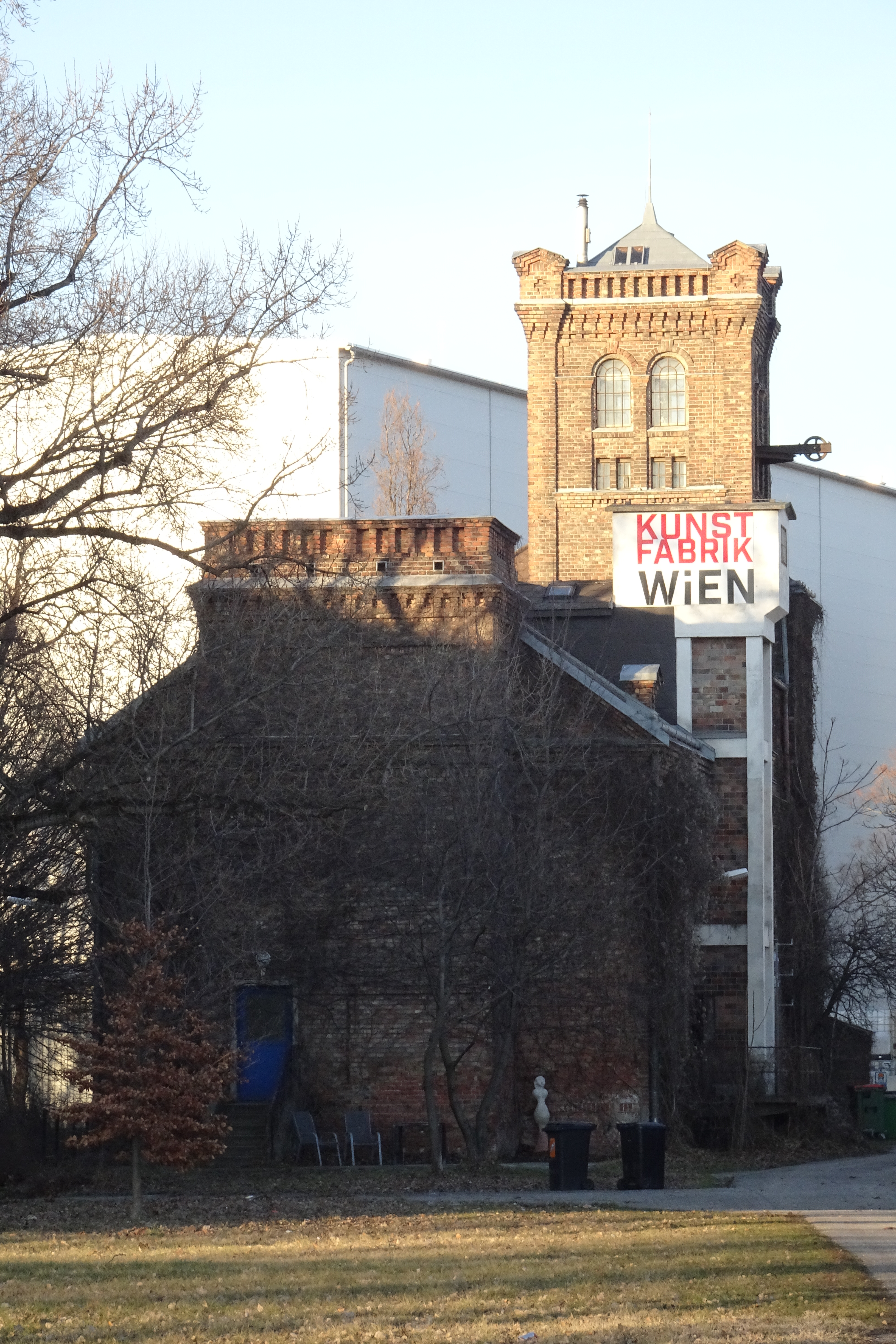
Die „Burg“, heutige Kunstfabrik

### Bauten in Stadlau
Das Werk in der Smolagasse wurde zwar wiederholt umgebaut und überformt, im Kern ist aber ein Ensemble von Industriebauten aus der Zeit um 1900 erhalten. Im Norden, um einen repräsentativen Platz befinden sich Verwaltungsgebäude, im südlichen Teil tonnengewölbte Hallen aus dem Jahr 1906. Den Verwaltungsgebäuden stehen Malztennen und Keimböden gegenüber, an der Donaustadtstraße erstrecken sich Magazingebäude.
Zeitweilig zum Werk gehörte auch die sogenannte „Burg“ südlich der Anlage (zur Deinleingasse hin), ein um 1890 für die Zuckerlfabrik Küfferle erbauter Sichtziegelbau in gotisierenden Formen, der heute unter dem Namen „Kunstfabrik“ als Kurs- und Seminarzentrum dient.